# Kane Tanaka
Kane Tanaka (n. 2 ianuarie 1903, Wajiro⁠(d), Prefectura Fukuoka, Japonia – d. 19 aprilie 2022, Fukuoka, Japonia) a fost o supercentenară japoneză care, până la moartea ei, la 119 ani și 107 zile, a fost cea mai longevivă persoană în viață. Ea este a doua cea mai longevivă persoană din toate timpurile.